# Phenacoccus radii
Phenacoccus radii är en insektsart som beskrevs av Bodenheimer 1943. Phenacoccus radii ingår i släktet Phenacoccus och familjen ullsköldlöss.
Artens utbredningsområde är Irak. Inga underarter finns listade i Catalogue of Life.